# Círculo dos Devotos da Piedade
Círculo dos Devotos da Piedade (em russo:  Кружок ревнителей благочестия), também conhecidos como Fanáticos da Piedade (em russo:  Ревни́тели благоче́стия) ou Amantes de Deus (em russo:  боголю́бцы) foi um pequeno círculo de clérigos e leigos que se uniram no final da década de 1640 e início da década de 1650 em Moscou em torno de Estevão Vonifatiev, o confessor do czar Alexei Mikhailoviche. Os "zelotes" buscavam corrigir a vida civil e eclesiástica na Rússia, estabelecendo a piedade com base na adesão estrita aos estatutos eclesiásticos e às decisões do Sobor de Stoglav de 1551. Entre eles, havia "pessoas cultas e hábeis na pregação": o reitor da catedral de Cazã, Ivan Neronov, os protopapas Avvakum e Loggin; Lázaro, Daniel; entre as pessoas seculares, Fiodor Rtishchev e sua irmã Anna simpatizavam com eles; entre o clero negro, o hegúmeno Paulo, futuro bispo de Kolomna.
Os Amantes de Deus eram reformadores mesmo antes da reforma de Nicônio, e o próprio Nicônio (então arquimandrita do mosteiro Novospasski) simpatizou com eles no início e aprendeu muito com eles. A princípio, eles agiram em conjunto com o Patriarca José, mas logo surgiram algumas contradições com o patriarca.
E no próprio círculo de Estêvão, graças ao rápido curso dos acontecimentos, a dissensão e a discórdia logo se tornaram aparentes. O ímpeto para isso foi dado pela chegada dos monges eruditos de Kiev a Moscou. Eles desprezavam os escribas e literatos moscovitas e, em seus pontos de vista eclesiásticos, estavam em muitos aspectos em desacordo com a antiguidade moscovita. O círculo de Estevão era formado por nachatches de Moscou e antigos crentes, e Estevão, juntamente com Nicônio e Rtishchev, era um admirador e defensor dos anciãos de Kiev.
Com a ascensão de Nicônio ao trono patriarcal em 1652, o círculo se desfez. Quando Nicônio subiu ao trono patriarcal e começou a se transformar, além disso, de forma imperiosa e acentuada, houve uma divisão no sentido próprio da palavra. Antigos associados começaram a se opor a Nicônio.